# Río Illapel
El río Illapel es un curso de agua que fluye en la Región de Coquimbo que drena la parte norte de la cuenca del río Choapa, y es, en importancia, la segunda fuente de agua de la hoya.

## Trayecto
El río Illapel nace en la confluencia de los ríos Cenicero y Negro. Tras su nacimiento recorre un cajón estrecho de altas laderas y abruptos terrenos. por su ribera izquierda  recibe al río Tres Quebradas (Illapel). Solo después de recibir al río Tres Quebradas (Illapel) en su recorrido el paisaje se abre a potreros anchos. Bordea la localidad de Huintil, descansa sus aguas en el embalse El Bato, baña los márgenes norte de la ciudad de Illapel y, 11 kilómetros aguas abajo, vierte sus aguas en el río Choapa.
H. Niemeyer escribe: "El río lllapel carece de afluentes importantes. En su curso superior, en el ámbito cordillerano, el río Cenicero recibe por el norte algunos esteros menores coma El Cobre, Canaleta, el Carrizo y Las Bellacas; por la ribera izquierda recibe el río Negro y las quebradas Yerba Loca y Cárcamo. El río Illapel, una vez formado,recibe por su ribera izquierda el río Carén y la quebrada Quilmenco. Por su ribera norte o derecha, los esteros Chañar y Aucó que le caen junto a la ciudad de lllapel. El F.C. [Ferrocarril] Longitudinal Norte sigue el curso medio e inferior de este último estero.".: 288 

## Caudal y régimen
La cuenca del río Illapel posee tres estaciones pluviométricas de la Dirección General de Aguas: la estación "Las Burras" se encuentra a 1079 m s. n. m., "Huintil", aguas abajo de la junta del río Carén, a 775 m s. n. m. y por último, pero no la menos importante, la estación "El Peral", a unos 4 km aguas arriba de la junta con el río Choapa.
En todo su curso el río Illapel posee un régimen nival, pero en su curso inferior se le agrega un comportamiento pluvial.: 20 
Para el aprovechamiento de sus aguas para el riego en la agricultura, el río está parcelado en tres sectores, correspondiéndole a la 1° Sección un 40 % del caudal, a la 2° Sección un 40% del caudal y a la 3° Sección un 20% del caudal. En períodos de sequía ocurre con turnos de 10 días de los cuales 4 días le corresponden a la 1° sección, 4 días a la 2° sección y 2 días a la 3° sección.: 6 

Curvas de variación estacional
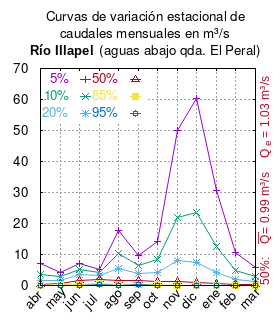
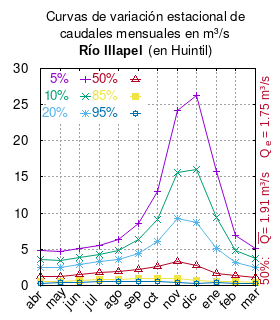
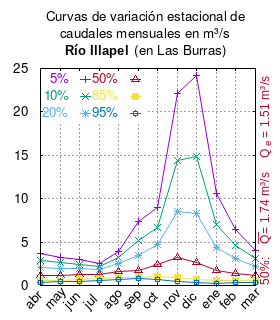

El caudal del río (en un lugar fijo) varía en el tiempo, por lo que existen varias formas de representarlo. Una de ellas son las curvas de variación estacional que, tras largos periodos de mediciones, predicen estadísticamente el caudal mínimo que lleva el río con una probabilidad dada, llamada probabilidad de excedencia. La curva de color rojo ocre (con {\displaystyle {\color {Red}\vartriangle }}) muestra los caudales mensuales con probabilidad de excedencia de un 50%. Esto quiere decir que ese mes se han medido igual cantidad de caudales mayores que caudales menores a esa cantidad. Eso es la mediana (estadística), que se denota Qe, de la serie de caudales de ese mes. La media (estadística) es el promedio matemático de los caudales de ese mes y se denota {\displaystyle {\overline {Q}}}. 
Una vez calculados para cada mes, ambos valores son calculados para todo el año y pueden ser leídos en la columna vertical al lado derecho del diagrama. El significado de la probabilidad de excedencia del 5% es que, estadísticamente, el caudal es mayor solo una vez cada 20 años, el de 10% una vez cada 10 años, el de 20% una vez cada 5 años, el de 85% quince veces cada 16 años y la de 95% diecisiete veces cada 18 años. Dicho de otra forma, el 5% es el caudal de años extremadamente lluviosos, el 95% es el caudal de años extremadamente secos. De la estación de las crecidas puede deducirse si el caudal depende de las lluvias (mayo-julio) o del derretimiento de las nieves (septiembre-enero).

## Historia
Francisco Solano Asta-Buruaga y Cienfuegos escribió en 1899 en su obra póstuma Diccionario Geográfico de la República de Chile sobre el río:
"Illapel (Río de). -—Corre por el departamento de su nombre y tiene nacimiento en los Andes por donde se levanta el cerro Cenicero, desde donde se dirige hacia el SO. á confluir con el Chuapa [Choapa] á 15 kilómetros más abajo de la ciudad de Illapel y al cabo de unos 75 de curso ligeramente rápido en su sección inferior. En su parte superior corre estrechado entre cerros altos y fragosos, pero luego se abren sus riberas y se tienden en un fértil valle en el que esta asentada dicha ciudad y se cubre de importantes cultivos. Es de poco caudal, y tiene los pequeños afluentes de Aucó, Caren y otros arroyos. Su valle estuvo habitado, desde antes de la entrada de los españoles al país, por indios de la antigua raza del Perú ó de los Incas y de su idioma proviene talvez el nombre por la aünidad que se nota entre él y voces quichuas."